# Куэрнавака
Куэрнава́ка (исп. Cuernavaca) — город в Мексике. Столица штата Морелос и административный центр одноимённого (исп.) муниципалитета. Численность населения, по данным переписи 2020 года, составила 341 029 человек.

## Общие сведения
Название Cuernavaca («рог коровы») — это испанизированное произношение фразы cuauhnāhuac (cuahuitl, «дерево» + -nāhuac, «рядом») на языке науатль, что означает «окружённое деревьями» или «рядом с деревьями». На гербе муниципалитета изображена пиктограмма пре-колумбийского периода, содержащее ствол дерева (cuahuitl) с тремя ветвями с листьями и четырьмя красными корнями. На стволе дерева обозначен вырез в форме рта, из которого выходит свиток, вероятно символизирующий язык науатль.
Расположен примерно в 85 километрах к югу от Мехико по трассе M-95. В окружении города много красивых и культурно богатых районов страны. Из-за климата город получил прозвище «Город вечной весны».

## История
Главной культурой, которая обосновалась на территории города была культура ацтеков-тлауиков. Они населяли эту область, по крайней мере, с XII века. Однако, есть следы пребывания более ранних групп ольмекоидов и тольтеков. Первые вторжения с севера в область народов долины Мехико произошло в XII веке, когда вождь по имени Шолотль (Xolotl) (правитель Тескоко) завоевал большую часть долины. Союзные племена чичимеков также прошли с севера в северную часть штата, сделав Течинтекуитлу (Techintecuitla) повелителем области Куэрнаваки. Согласно анналам Тлателолько, в 1365 году повелитель Куэрнаваки Макуильшочитль (Macuilxochitl) попытался захватить земли вдалеке от долины Мехико, но был встречен повелителем Чалько Цалькуальтитланом (Tzalcualtitlan), имевшего аналогичные намерения. Первый ацтекский император Акамапичтли, в 1370-х годах начал расширять свою империю к югу от долины Мехико. Его преемник Уитцилиуитль хотел также захватить окрестности Куэрнаваки из-за обилия хлопка в тех местах, которые в те времена назывались Тлальнауатль (Tlalnahuatl). Он хотел жениться на дочери правителя Тлальнауатля, но получил отказ. Это обстоятельство привело к началу войны, которая закончилась победой ацтеков в 1396 году. Уицилиуитль женился на принцессе, и в результате этого союза родился будущий император ацтеков Монтесума I. Разрешение на завоевание Куэрнаваки было дано Акамапичтли. Захваченное владение было почти равно по площади современному штату Морелос, и вскоре переименовано ацтеками в Куаунауак. С 1403 по 1426 годы эта провинция усилилась, подчинив соседние народы, такие как коауишки (Coauixcas). В конце концов, провинция, которой тогда правил Микиуиш (Miquiuix), восстала против Ацтекской империи. Восстание было подавлено Тотокиуацином (Totoquihuatzin) и Нецауалькойотлем (Netzahualcoyotl) в 1433 году. Позднее ацтеки завоевали и присоединили к область территории, ныне известные как Таско, Тепекоакуилько и Окуилан. Для удобства взимания дани, регион был разделен на две зоны, одна с центром в Куэрнаваке, а другая в Яутепеке.

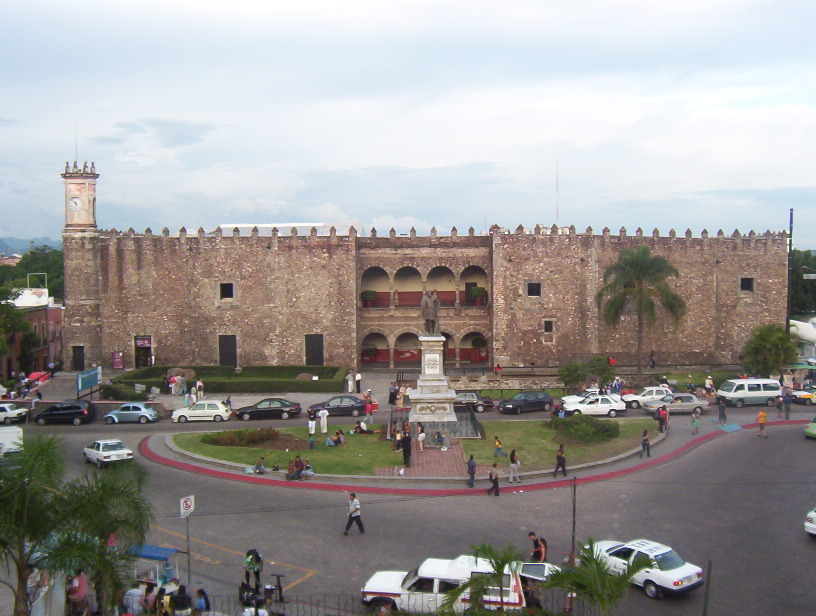
Вид на Дворец Кортеса (исп.), старейший сохранившийся гражданский объект колониальной эпохи в Америке

Во время испанского завоевания Куэрнавакой руководил Ицоуацин (Itzohuatzin). Это был богатый и густонаселённый город с крупными хозяйствами. Ещё до завоевания Теночтитлана, Куэрнаваку захватил Гонсало де Сандоваль,:338–340 позже её присоединили к владениям Эрнана Кортеса, который основал здесь свою резиденцию. В 1529 году францисканцы основали в Куэрнаваке свой монастырь, пятый по счёту в Новой Испании. В XVII и XVIII веках эта провинция несколько раз была реорганизована. В ноябре 1815 года, во время войны за независимость, в местную тюрьму в Паласии де Кортес был посажен лидер движения за отделение от Испании Хосе Мария Морелос. Агустин де Итурбиде, будущий император Мексики, дважды со своей армией проходил через Куэрнаваку, первый раз в 1820 году, сражаясь с партизанами Висенте Герреро, и второй раз в 1821 году, уже возглавляя Армию Трёх гарантий.
После достижения Мексикой независимости и утверждения конституции 1824 года, территория современного штата Морелос стала округом города Мехико. Между 1827 и 1829 годами Куэрнавака была округом этого штата. С 1829 по 1833 год он был преобразован в префектуру. В 1834 году Куэрнаваке был присвоен статус города. Во время американо-мексиканской войны город захватила бригада Кадваладера и он был вынужден заплатить ретрибуции американской армии. Во время восстания Аютлы в 1854 году президент Мексики Санта-Анна был вынужден покинуть Мехико и в 1855 году перебрался в Куэрнаваку, надеясь использовать город как базу для возвращения к власти, но неудачно. В 1856 году округ Куэрнавака был отделён от округа Мехико. В 1861 году Куэрнавака пережила новую реорганизацию, в ходе которой правительство штата Мехико создало округа Куэрнавака, Морелос, Хонакатепек, Таутепек и Тетекала.
В 1869 году после создания штата Морелос Куэрнавака стала его столицей. В 1877 году было построено шоссе Толука — Куэрнавака, а также организовано железнодорожное сообщение между городом и Мехико. В 1903 году был основан Банк Морелоса. В первые десятилетия XX века Куэрнавака стала местом отдыха и игорного бизнеса, когда отель Hotel de la Selva был преобразован в Casino de la Selva, которое привлекало сюда таких знаменитостей, как Рита Хэйворт, Багси Сигел и Аль Капоне. Однако, в 1934 году казино было закрыто президентом Ласаро Карденасом. В период с 1960 по 1980 годы население города возросло с 85 620 до 368 166 жителей. На протяжении десятилетий с 1970 года область Куэрнаваки стала экономически и социально интегрироваться с Большим Мехико.

## Демография и преступность
По сравнению с расположенной рядом столицей Мехико, Куэрнавака имеет исключительно высокий уровень преступности по состоянию на 2010-е, превышающий даже пользующийся печальной репутацией штат Синалоа.

## Города-побратимы
- Хенераль-Вильегас (Аргентина)[7]
- Кордова (Испания)[8]
- Солидаридад (Мексика)[7]
- Бока-дель-Рио (Мексика)[9]
- Ларедо (США)[7]
- Миннеаполис (США)[7]
- Денвер (США)[7]
- Миноо (Япония)[7]

## Персоналии
- Реутер, Вальтер (1906—2005) — немецкий фотограф, кинематографист.

## Галерея

Куэрнавака в кадре
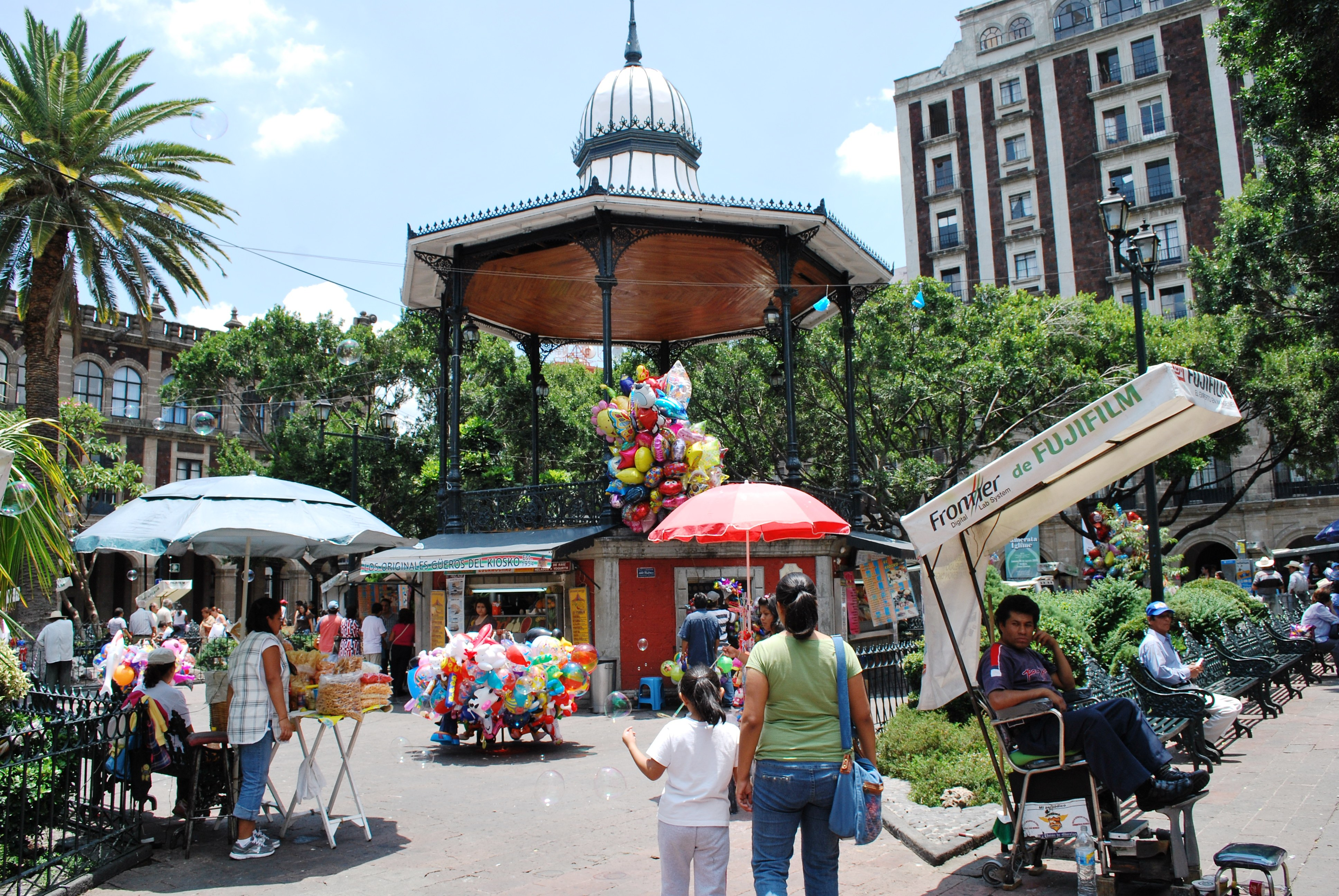
Городская площадь
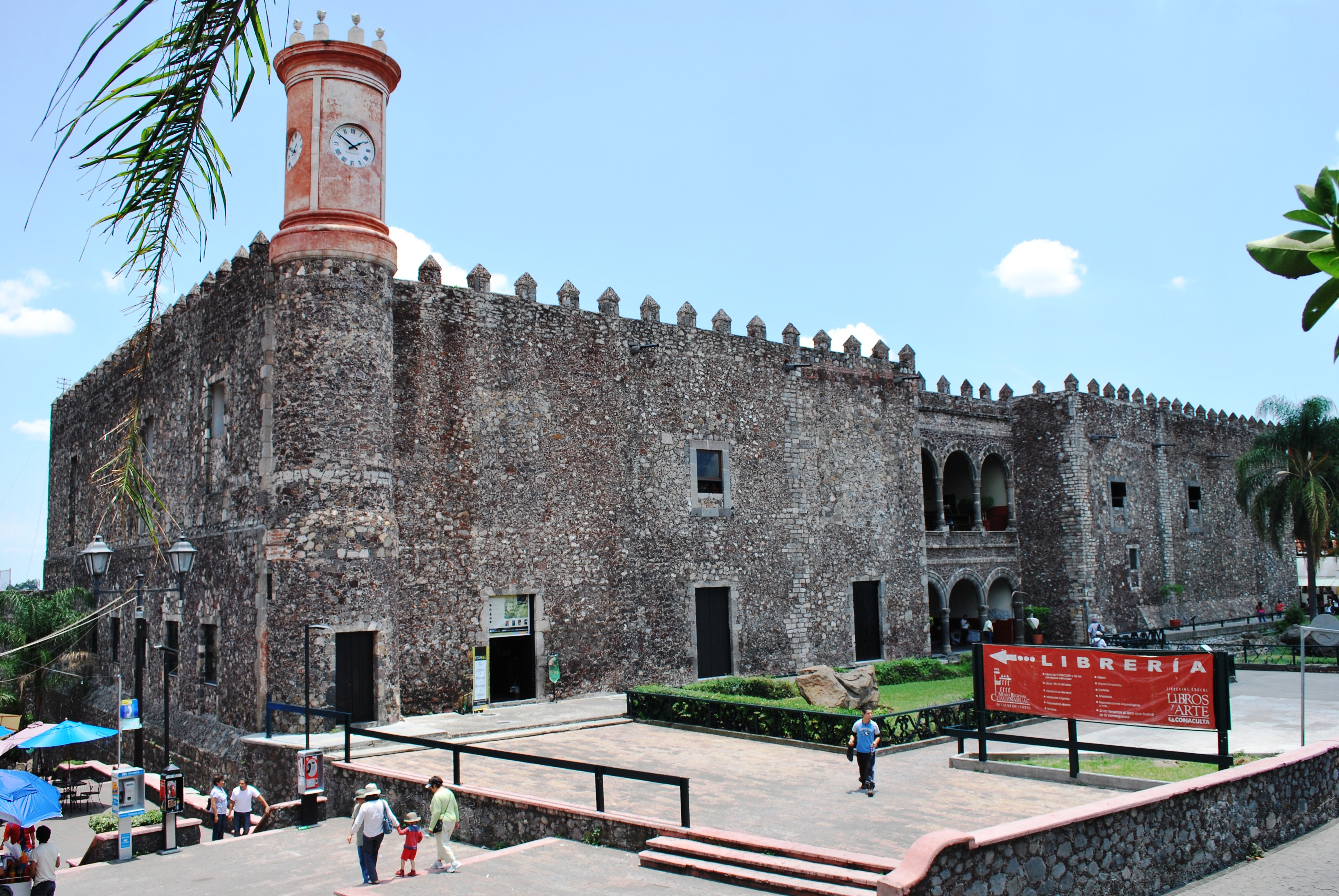
Бывший дворец Кортеса
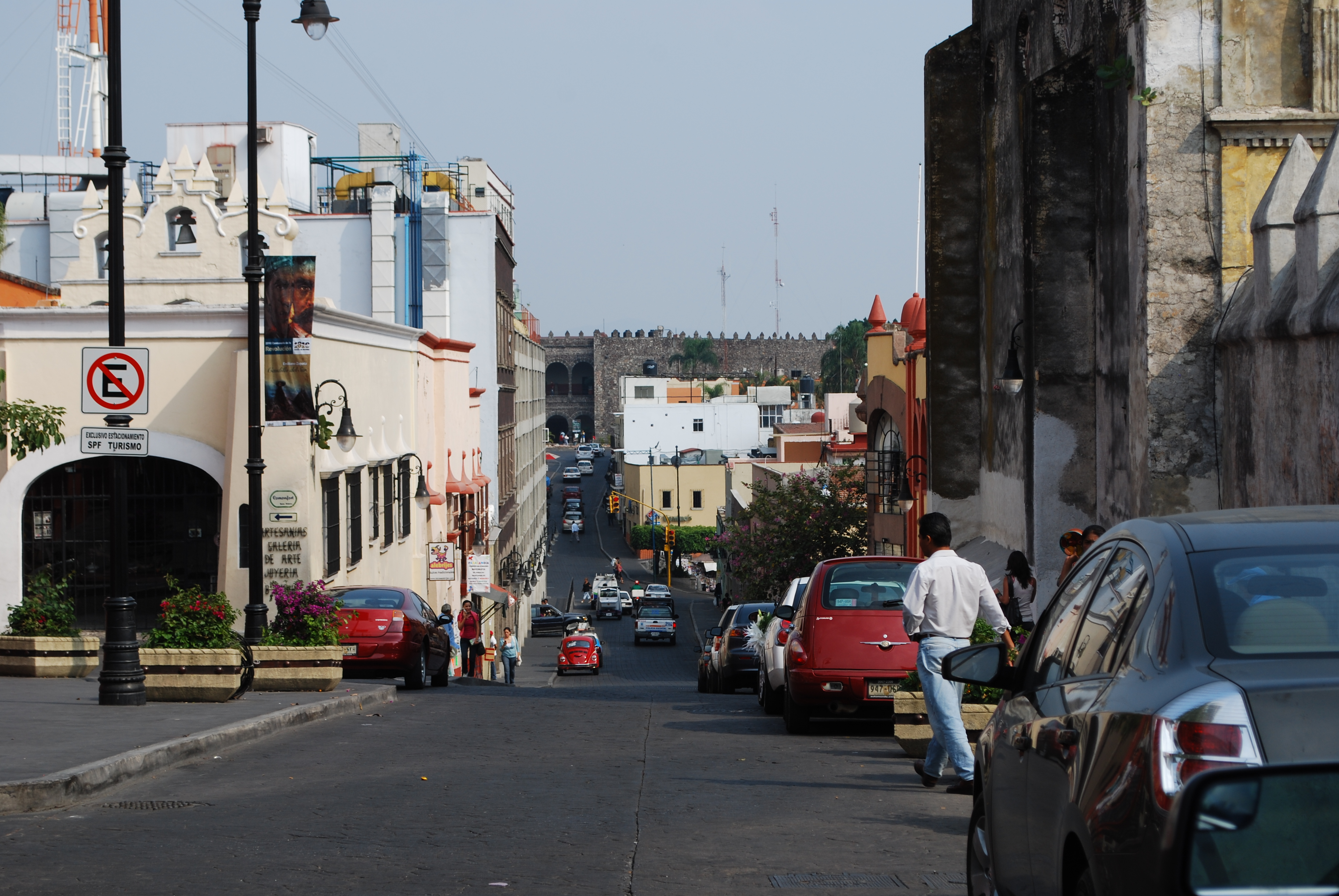
Улица Идальго
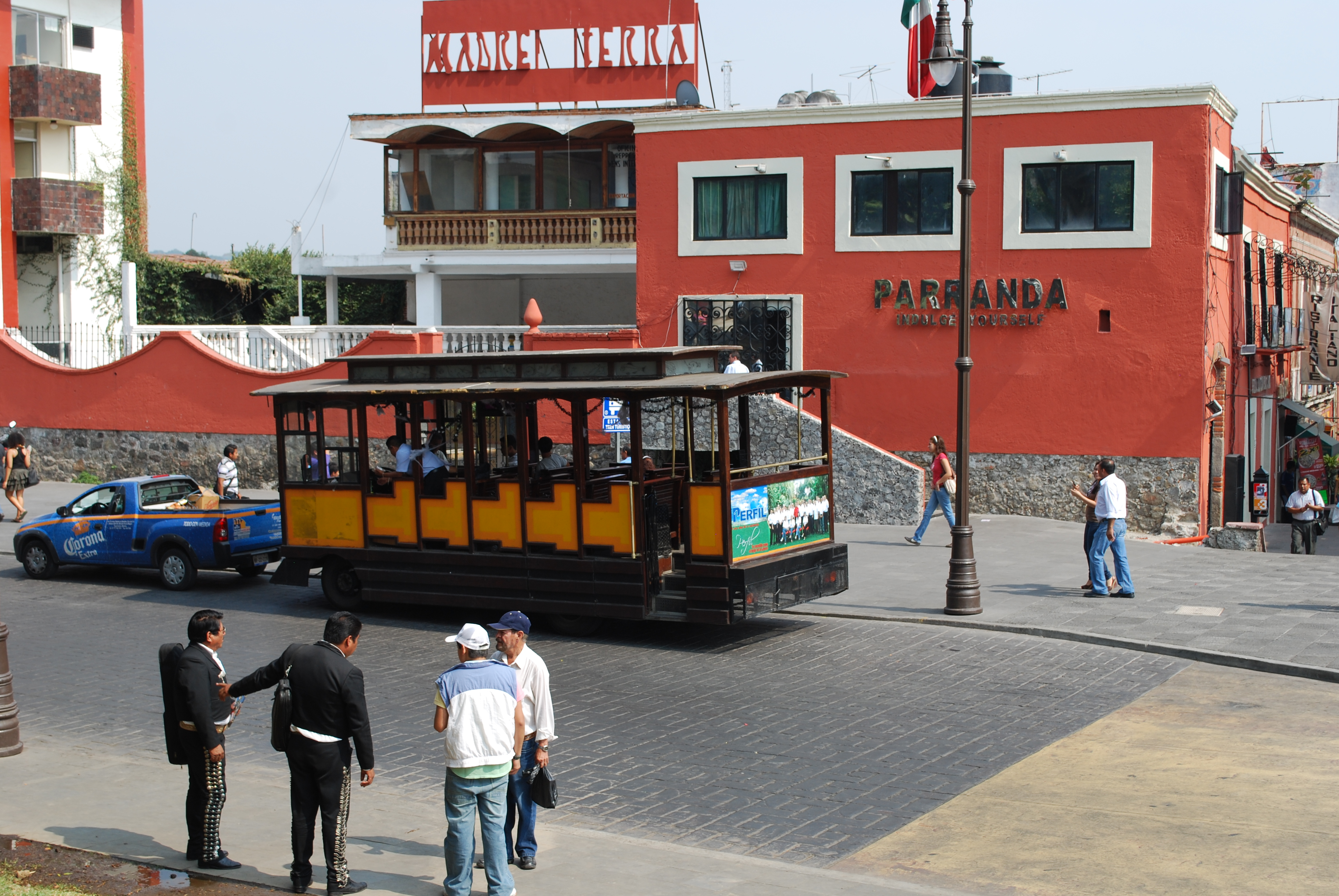
Туристический трамвайчик
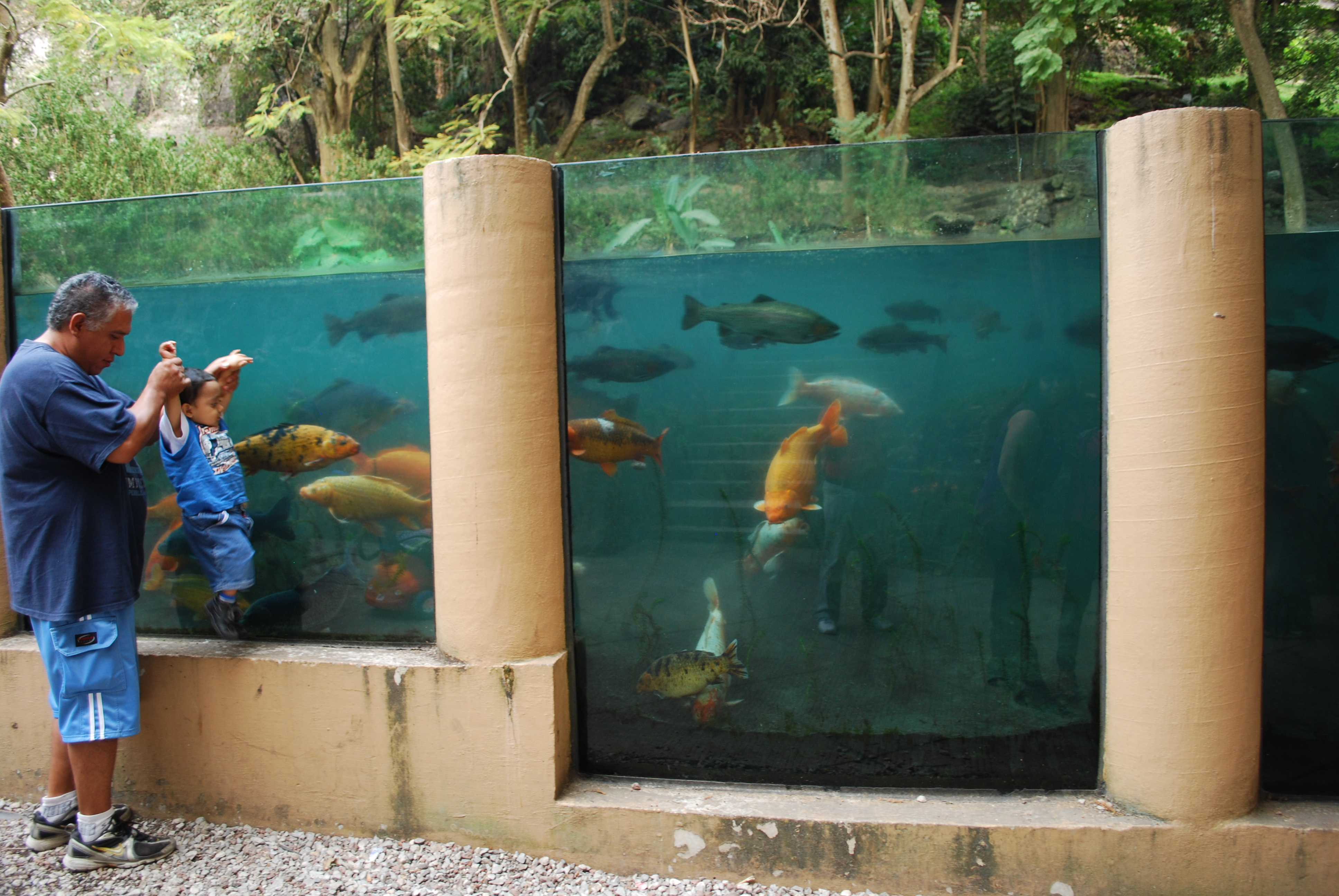
Экологический зоопарк
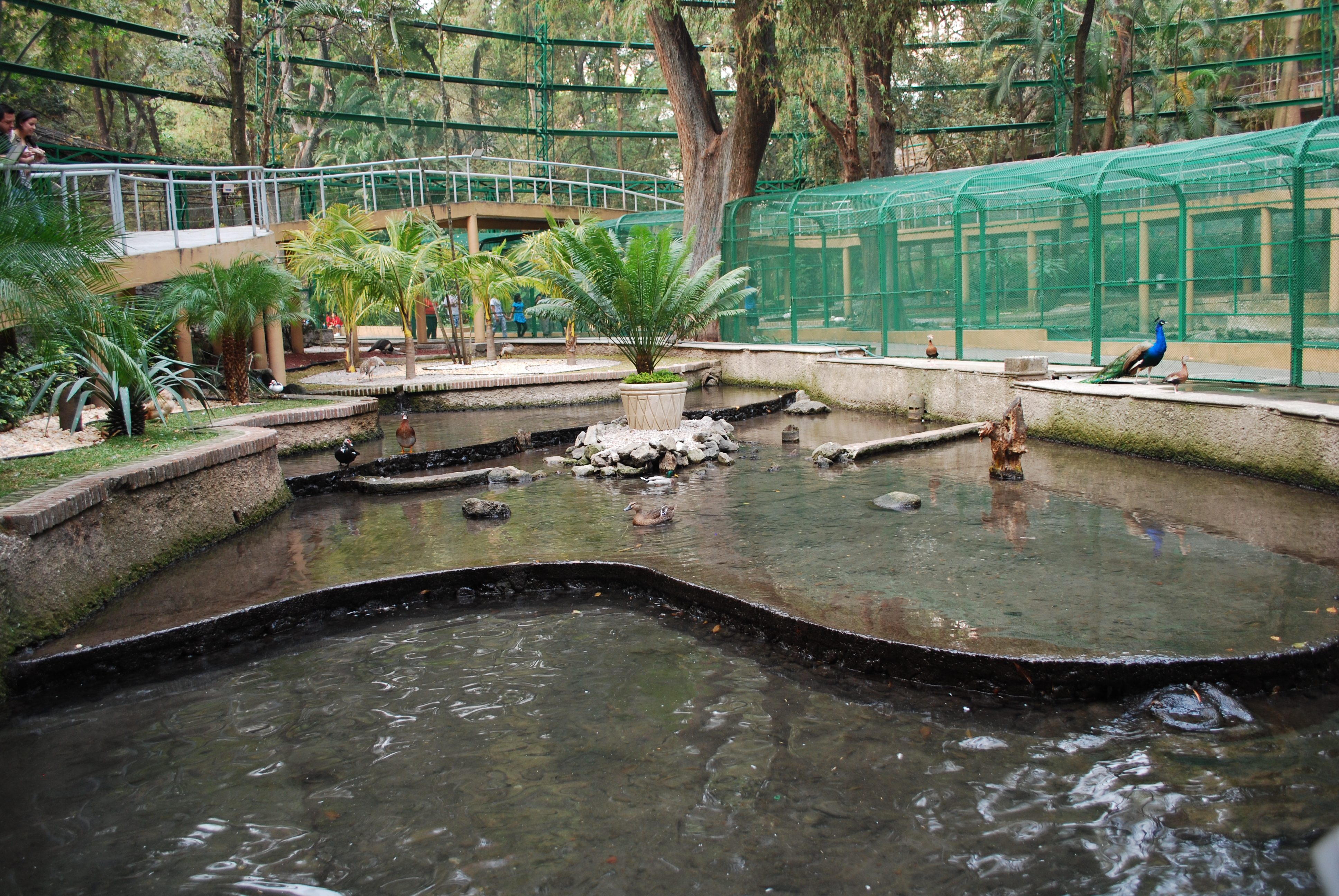
Экологический зоопарк